# Héctor Faubel
Héctor Faubel Rojí (Liria, Valencia, España, 10 de agosto de 1983) es un expiloto y jefe de equipo de motociclismo español. Fue subcampeón del Campeonato del Mundo de Motociclismo de 125cc en 2007, tercero en 2006, y campeón del Campeonato de España de 250cc en 2002. Actualmente es director del equipo FAU55 Racing del FIM CEV y desde 2019 es manager del piloto de MotoGP Fermín Aldeguer.
Obtuvo varios galardones y reconocimientos en 2007, consiguió la victoria número 300 del motociclismo español en el campeonato del mundo en el Gran Premio de la República Checa, se le otorgó la Medalla al Mérito Deportivo concedida por el Consejo Superior de Deportes de España (CSD), fue galardonado con el Pingüino de Oro de la concentración motera más importante de España y nombrado mejor deportista del motor en la Comunidad Valenciana. En 2019, tuvo un homenaje en el Salón de la Moto y la Bici de València, siendo distinguido por su trayectoria deportiva y legado en el motor valenciano. 
En el Gran Premio de Turquía de 2006 logró su primera victoria en el mundial, siendo también el primer «triplete» español en la historia de la categoría, seguido en el podio por Álvaro Bautista y Sergio Gadea.

## Carrera Deportiva

### Inicios
Héctor se inició a los siete años en el mundo del motocross a los mandos de una Kawasaki de 60cc. Participó en carreras del Campeonato Provincial de Valencia, terminándolo en quinta posición.
En 1995 ganó el campeonato de Minimotos regional y quedó como subcampeón de España de minimotos. Repitió título en 1996 y consiguió el segundo puesto en el Campeonato de España.
Para 1997 le llegó la oportunidad de participar en la Copa Cagiva 125cc con una moto cedida y terminó noveno.
En 1998, Faubel ganó la Copa Aprilia 125cc y esto le abrió las puertas del Campeonato de España de la misma cilindrada, donde finalizó decimosegundo en su primera temporada, 1999, enmarcado en el equipo del fallecido Ricardo Tormo.
Jorge Martínez "Aspar" se fijó en él para la temporada 2000 y lo fichó para su equipo, el Aspar Team-Airtel, volviendo a participar en el Campeonato de España, quedando en novena posición. En 2001 quedó en tercera posición.

### 250cc
Para 2002 debutó en el Mundial de Motociclismo de 250cc con una Aprilia no oficial del equipo de la Federación Española de Motociclismo compaginándolo con el Campeonato de España de 250cc donde se proclamó campeón, siendo así el último piloto en ganar en la categoría del "cuarto de litro" ya que fue su última edición dentro del Campeonato de España; en el Mundial acabó vigésimo-tercero. En 2003 Aspar lo rescató para su equipo "Junior" formando equipo con el tarraconense Joan Olivé; mejoró su rendimiento respecto al año anterior y finalizó el Mundial en 13.ª posición. La temporada 2004 repitió en el equipo Aspar, esta vez junto con el alemán Dirk Heidolf. Fue una temporada complicada en la que las lesiones tampoco se lo pusieron fácil a Faubel. Una fuerte caída provocada por un fallo mecánico en Jacarepaguá (Brasil) provocó una fuerte lesión en el hombro que le tuvo varias carreras apartado de la competición. El piloto valenciano acabó en la decimoséptima plaza de la general, y pidió a gritos una moto oficial a Aspar, aunque fuera en 125cc. Aspar accedió a ello con la condición de pedirle "resultados" a lo que el piloto de Liria aceptó sin dudarlo.

### 125cc
El 2005, es el año en el que Héctor pasa a la categoría mundial de 125cc en el equipo de Aspar pilotando una Aprilia RS125 y conquista el podio en tres ocasiones. Concluye la temporada en la novena posición de la general en un año marcado por la mala suerte, ya que en diversas ocasiones no puede finalizar la carrera en posiciones delanteras por diversos motivos: tanto propios como ajenos.
2006 es el año definitivo para Héctor, ya que lo consagra a nivel mundial al conseguir dos victorias y finaliza el Mundial en tercera posición por lo que se postula como uno de los favoritos de cara a la siguiente temporada.
Para 2007 Faubel sigue en el equipo Bancaja Aspar y Aprilia pone a su disposición una de las Aprilia RSA125 oficiales, que no se mostraron tan superiores como se esperaba, teniendo como compañeros de equipo al húngaro Gabor Talmacsi y al español Sergio Gadea. 2007 supone su mejor temporada en el Mundial ya que consigue cinco victorias pero se caracteriza por la lucha interna con su compañero Talmacsi con el que se disputa el Campeonato hasta la última carrera en el Circuito Ricardo Tormo pero termina subcampeón a tan solo cinco puntos de Talmacsi. Ese año fue galardonado por diversas instituciones como mejor deportista del motor en el año 2007. La prensa valenciana lo reconoce como el mejor deportista individual del Mundo del Motor, el Consejo Superior de Deportes le otorga la medalla de Oro al mérito Deportivo y la prestigiosa concentración motera de Pingüinos le otorga el Pingüino de Oro.

### Regreso a 250cc

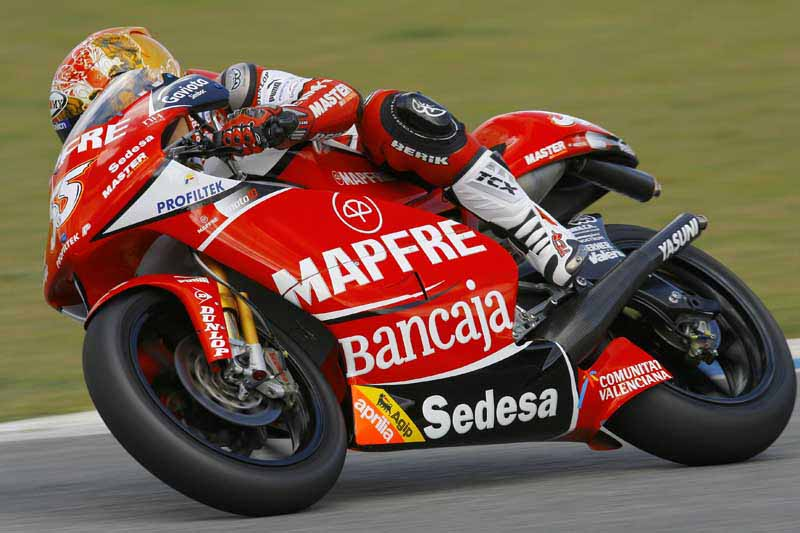
Faubel en un test de pretemporada en el Circuito de Jerez en 2008 con el Aspar Team

Tras el agridulce 2007 Faubel vuelve a 250cc en la temporada 2008 en el equipo Mapfre Aspar Team de 250cc, pilotando una Aprilia LE250 teniendo como compañero de equipo a Álvaro Bautista. La temporada queda marcada por la inferioridad técnica de la moto de Faubel respecto a las potentes RSA oficiales de la marca transalpina. A pesar de poner todo su empeño, Faubel sufre con su LE y besa el suelo en más de una ocasión buscando pasar los límites de su moto.
Para 2009 abandona el equipo de Aspar y se pasa al equipo Honda SAG contando con el patrocinio del Valencia CF. En una temporada marcada por las dificultades económicas del momento (en plena crisis económica) que hace que los medios con los que cuente tanto el equipo como el piloto sean más bien escasos. Aun así la temporada no es mala para Faubel que llega al podio (segundo) en Le Mans y termina el año en novena posición, firmando la mejor temporada en 250cc tanto para él como para el equipo en el que militaba.

### Llegada a Moto2
La primera temporada de las nuevas Moto2 (600cc y "cuatro tiempos") eran una incógnita para toda la parrilla. Una decena de marcas se postulaban con diferentes chasis para competir por ser campeones en la primera temporada de las Moto2. Faubel mientras tanto arrastraba los problemas del año anterior y solo una semana antes consigue hacerse un hueco en el equipo Marc VDS Racing Team liderado por Michael Bartholemy.
Sólo consigue terminar cuatro carreras en los puntos, por lo que finaliza el Mundial en 26.ª posición, teniendo que abandonar en varias carreras.

### De vuelta a 125cc y Moto3
Para la 2011, regresa a la categoría de 125cc, nuevamente con el Aspar Team.
Regresa al podio en varios grandes premios, e incluso consigue volver a saborear una victoria en el Campeonato del Mundo de Motociclismo en el GP de Alemania, con la anécdota de que el francés Johann Zarco entró a la par de él, pero al hacer Faubel la vuelta rápida en menor tiempo que el piloto de Derbi, los comisarios le otorgaron la victoria. Finalizó el año quinto.
A la siguiente temporada, 2012, la categoría de 125cc pasa a denominarse Moto3, con los correspondientes cambios en la reglamentación. Las motos pasan a ser de 250cc y cuatro tiempos.
No consigue igualar los resultados de la temporada anterior, y sumado a la falta de patrocinio de Bankia en el equipo de Aspar deciden sustituir a Faubel por Luca Amato a partir del GP de Aragón.
Participó en el último gran premio de la temporada, el GP de Valencia, en el equipo Andalucía-JHK Laglisse, pilotando una FTR y finalizando en quinta posición, mejorando cualquier otro resultado obtenido esa misma temporada.

### CEV en 2013 y retirada
Tras no convencerle ninguna propuesta mundialista de cara a la temporada 2013, Faubel acepta la oferta del Team Stratos para participar en el Campeonato de España de Velocidad en la categoría de SuperStock, con una BMW S1000RR HP4. Finaliza la temporada en novena posición.
En febrero de 2014, Héctor Faubel comunica su retirada como piloto y comienza a dirigir su propio equipo en el Campeonato de España de Velocidad en la categoría de Moto3, el FAU55 Racing.

## Resultados en el Campeonato del Mundo
Sistema de puntuación de 1993 hasta 2022:
| Posición | 1.º | 2.º | 3.º | 4.º | 5.º | 6.º | 7.º | 8.º | 9.º | 10.º | 11.º | 12.º | 13.º | 14.º | 15.º |
| Puntos   | 25  | 20  | 16  | 13  | 11  | 10  | 9   | 8   | 7   | 6    | 5    | 4    | 3    | 2    | 1    |

### Por temporada
| Temporada | Categoría | Equipo                         | Moto           | Carreras | Victorias | Podios | Poles | V. Ráp. | Pts. | Pos. |
| --------- | --------- | ------------------------------ | -------------- | -------- | --------- | ------ | ----- | ------- | ---- | ---- |
| 2000      | 125cc     | CC-Valencia-Airtel Aspar       | Aprilia RS125  | 2        | 0         | 0      | 0     | 0       | 0    | -    |
| 2001      | 125cc     | Circuit de València-Aspar Team | Aprilia RS125  | 2        | 0         | 0      | 0     | 0       | 0    | -    |
| 2002      | 250cc     | RFEF Equipo Nacional           | Aprilia RSW250 | 16       | 0         | 0      | 0     | 0       | 14   | 23.º |
| 2003      | 250cc     | Aspar Junior Team              | Aprilia RSW250 | 16       | 0         | 0      | 0     | 0       | 34   | 13.º |
| 2004      | 250cc     | Grefusa-Aspar Team             | Aprilia RSW250 | 14       | 0         | 0      | 0     | 0       | 31   | 17.º |
| 2005      | 125cc     | Master Aspar                   | Aprilia RS125  | 16       | 0         | 3      | 0     | 3       | 113  | 9.º  |
| 2006      | 125cc     | Master-MVA Aspar Team          | Aprilia RS125R | 16       | 2         | 5      | 0     | 2       | 197  | 3.º  |
| 2007      | 125cc     | Bancaja Aspar                  | Aprilia RSA125 | 17       | 5         | 13     | 2     | 2       | 277  | 2.º  |
| 2008      | 250cc     | Mapfre Aspar Team              | Aprilia LE250  | 16       | 0         | 0      | 0     | 0       | 64   | 14.º |
| 2009      | 250cc     | Valencia CF-SAG                | Honda RS250RW  | 16       | 0         | 1      | 0     | 0       | 105  | 9.º  |
| 2010      | Moto2     | Marc VDS Racing Team           | Suter MMX      | 17       | 0         | 0      | 0     | 0       | 18   | 26.º |
| 2011      | 125cc     | Bankia Aspar Team              | Aprilia RSA125 | 17       | 1         | 4      | 1     | 2       | 177  | 5.º  |
| 2012      | Moto3     | Mapfre-Bankia Aspar Team       | Kalex TBA      | 11       | 0         | 0      | 0     | 0       | 63   | 16.º |
| 2012      | Moto3     | Andalucía-JHK Laglisse         | FTR M312       | 1        | 0         | 0      | 0     | 0       | 63   | 16.º |
| Total     | 2000-2012 | 2000-2012                      | 2000-2012      | 175      | 8         | 26     | 3     | 9       | 1093 |      |

### Carreras por año
(Carreras en negrita indica pole position, carreras en cursiva indica vuelta rápida)
| Año  | Cat.  | Moto      | 1       | 2       | 3       | 4       | 5       | 6       | 7       | 8       | 9       | 10      | 11      | 12      | 13      | 14      | 15      | 16      | 17     | Pts. | Pos. |
| ---- | ----- | --------- | ------- | ------- | ------- | ------- | ------- | ------- | ------- | ------- | ------- | ------- | ------- | ------- | ------- | ------- | ------- | ------- | ------ | ---- | ---- |
| 2000 | 125cc | Aprilia   | RSA     | MAL     | JAP     | ESP 22  | FRA     | ITA     | CAT     | NED     | GBR     | ALE     | CZE     | POR     | VAL 19  | RIO     | PAC     | AUS     |        | 0    | -    |
| 2001 | 125cc | Aprilia   | JAP     | RSA     | ESP 16  | FRA     | ITA     | CAT     | NED     | GBR     | ALE     | CZE     | POR     | VAL Ret | PAC     | AUS     | MAL     | RIO     |        | 0    | -    |
| 2002 | 250cc | Aprilia   | JAP Ret | RSA Ret | ESP 11  | FRA 14  | ITA 16  | CAT 20  | NED Ret | GBR 20  | ALE 18  | CZE Ret | POR 10  | RIO 17  | PAC 22  | MAL Ret | AUS 19  | VAL 15  |        | 14   | 23.º |
| 2003 | 250cc | Aprilia   | JAP Ret | RSA 11  | ESP Ret | FRA 11  | ITA 15  | CAT Ret | NED 17  | GBR 20  | ALE 18  | CZE Ret | POR 13  | RIO 6   | PAC Ret | MAL Ret | AUS 16  | VAL Ret |        | 34   | 13.º |
| 2004 | 250cc | Aprilia   | RSA 12  | ESP 17  | FRA 13  | ITA 14  | CAT 16  | NED 17  | RIO DNS | ALE Les | GBR DSQ | CZE 10  | POR 11  | JAP 15  | QAT Ret | MAL 13  | AUS 16  | VAL 9   |        | 31   | 17.º |
| 2005 | 125cc | Aprilia   | ESP 7   | POR 2   | CHN 15  | FRA Ret | ITA Ret | CAT Ret | NED 2   | GBR Ret | ALE Ret | CZE Ret | JAP 3   | MAL 4   | QAT 5   | AUS 6   | TUR Ret | VAL 4   |        | 113  | 9.º  |
| 2006 | 125cc | Aprilia   | ESP 6   | QAT 6   | TUR 1   | CHN 7   | FRA 14  | ITA 5   | CAT 2   | NED 6   | GBR 4   | ALE 4   | CZE Ret | MAL 3   | AUS 13  | JAP 6   | POR 2   | VAL 1   |        | 197  | 3.º  |
| 2007 | 125cc | Aprilia   | QAT 1   | ESP 3   | TUR 10  | CHN 2   | FRA 6   | ITA 1   | CAT Ret | GBR 3   | NED 2   | ALE 3   | CZE 1   | RSM 17  | POR 1   | JAP 3   | AUS 3   | MAL 3   | VAL 1  | 277  | 2.º  |
| 2008 | 250cc | Aprilia   | QAT 10  | ESP Ret | POR 9   | CHN 10  | FRA 10  | ITA Ret | CAT 8   | GBR 15  | NED 11  | ALE 14  | CZE 8   | RSM Ret | IND C   | JAP 11  | AUS Ret | MAL Ret | VAL 6  | 64   | 14.º |
| 2009 | 250cc | Honda     | QAT 11  | JAP Ret | ESP 14  | FRA 2   | ITA 8   | CAT 10  | NED 8   | ALE 6   | GBR 10  | CZE 10  | IND 8   | RSM 9   | POR Ret | AUS 8   | MAL 5   | VAL Ret |        | 105  | 9.º  |
| 2010 | Moto2 | Suter     | QAT 22  | ESP Ret | FRA Ret | ITA 12  | GBR Ret | NED 25  | CAT Ret | ALE 25  | CZE 12  | IND Ret | RSM 16  | ARA 17  | JAP 30  | MAL 11  | AUS Ret | POR 11  | VAL 21 | 18   | 26.º |
| 2011 | 125cc | Aprilia   | QAT 11  | ESP 11  | POR Ret | FRA 4   | CAT 7   | GBR 3   | NED 10  | ITA 5   | ALE 1   | CZE 4   | IND 7   | RSM 5   | ARA Ret | JAP 3   | AUS 7   | MAL 4   | VAL 3  | 177  | 5.º  |
| 2012 | Moto3 | Kalex TBA | QAT 12  | ESP 9   | POR 12  | FRA Ret | CAT 7   | GBR 12  | NED 15  | ALE 7   | ITA 10  | IND DNS | CZE 11  | RSM 13  | ARA     | JAP     | MAL     | AUS     |        | 63   | 16.º |
| 2012 | Moto3 | FTR Honda |         |         |         |         |         |         |         |         |         |         |         |         |         |         |         |         | VAL 5  | 63   | 16.º |